# Jalal Hassan
Jalal Hassan Hachem (tiếng Ả Rập: جَلَال حَسَن هاشِم; sinh ngày 18 tháng 5 năm 1991 tại Al Diwaniyah, Iraq) là một cầu thủ bóng đá người Iraq hiện đang chơi ở vị trí thủ môn cho Al-Zawraa và đội tuyển bóng đá quốc gia Iraq.

## Sự nghiệp
Tính đến 16 tháng 11 năm 2023
| Đội tuyển quốc gia | Năm       | Kiến tạo | Bàn thắng |
| ------------------ | --------- | -------- | --------- |
| Iraq               | 2011      | 1        | 0         |
| Iraq               | 2012      | 5        | 0         |
| Iraq               | 2013      | 2        | 0         |
| Iraq               | 2014      | 8        | 0         |
| Iraq               | 2015      | 9        | 0         |
| Iraq               | 2016      | 2        | 0         |
| Iraq               | 2017      | 5        | 0         |
| Iraq               | 2018      | 7        | 0         |
| Iraq               | 2019      | 11       | 0         |
| Iraq               | 2020      | 1        | 0         |
| Iraq               | 2021      | 6        | 0         |
| Iraq               | 2022      | 7        | 0         |
| Iraq               | 2023      | 7        | 0         |
| Tổng cộng          | Tổng cộng | 71       | 0         |

## Danh hiệu
Al-Zawraa
- Giải bóng đá Ngoại hạng Iraq: 2017–2018
- Cúp Iraq: 2018–2019
- Siêu cúp Iraq: 2017

Iraq
- Cúp bóng đá vịnh Ả Rập: 2023

Danh hiệu cá nhân
- Cầu thủ xuất sắc nhất năm: 2022